# Attiéké

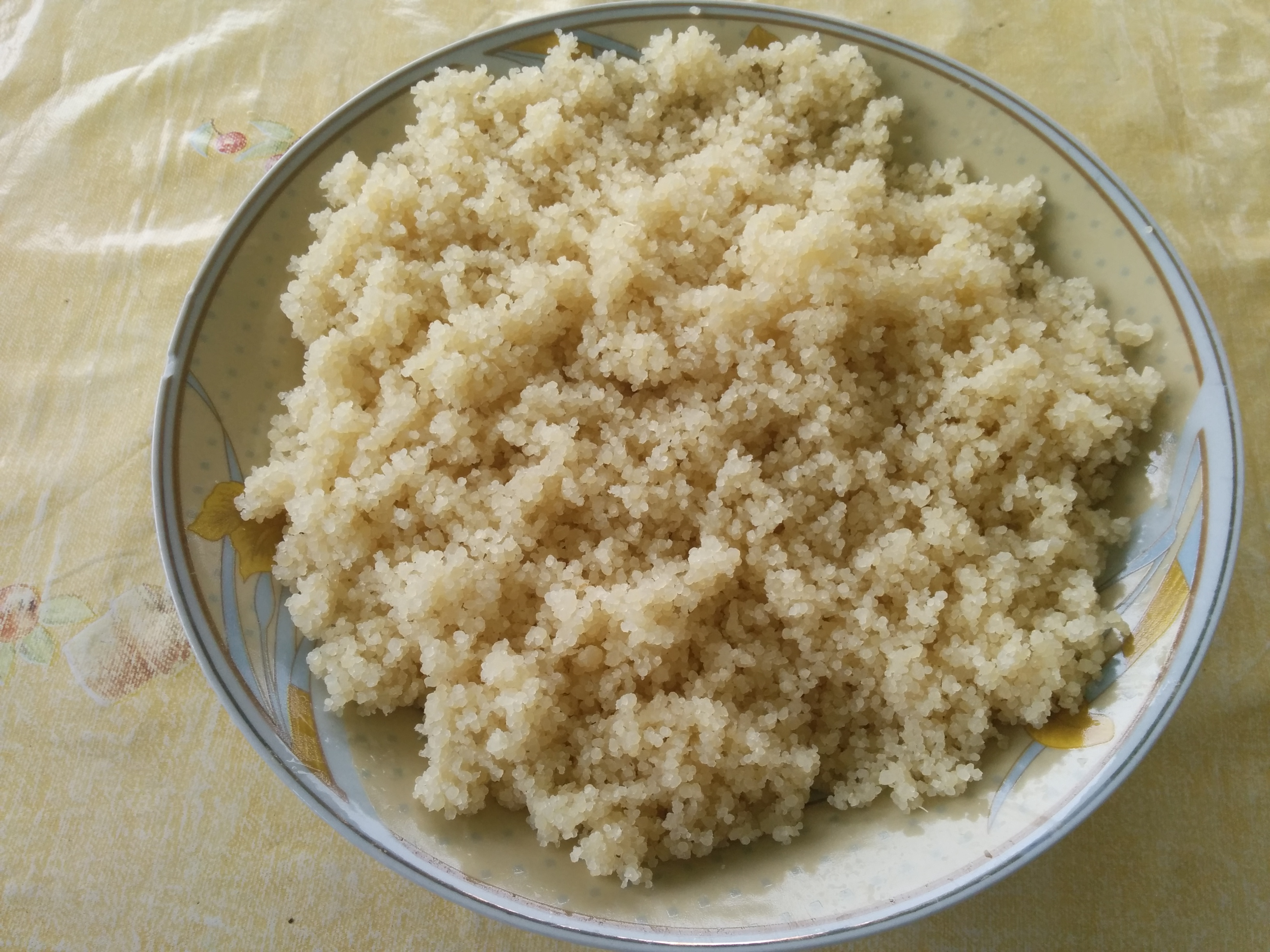
Attiéké

Attiéké ist ein traditionelles Gericht aus der Elfenbeinküste, das aus fermentiertem Maniok hergestellt wird und als nationales Gericht des Landes gilt. Es begleitet häufig Fisch- und Fleischgerichte in Sauce und ist ein wichtiger Bestandteil der täglichen Ernährung in der Elfenbeinküste sowie in vielen westafrikanischen Ländern.

## Geschichte
Attiéké hat seinen Ursprung in den Küstenregionen der Elfenbeinküste und wird seit Jahrhunderten von den einheimischen Bevölkerungsgruppen zubereitet. Das Gericht hat sich über die Zeit über die Grenzen der Elfenbeinküste hinaus verbreitet und ist heute in vielen frankofonen afrikanischen Ländern sowie in der afrikanischen Diaspora in Europa und Nordamerika bekannt.

## Zubereitung
Die Herstellung von Attiéké beginnt mit der Fermentierung von Maniokwurzeln, einem Prozess, der etwa zwei bis drei Tage dauert. Die Maniokwurzeln werden geschält, gerieben und mit fermentiertem Maniok vermischt, um einen leicht säuerlichen Geschmack zu erzeugen. Diese Mischung wird anschließend getrocknet, manuell verarbeitet und gedämpft, um die charakteristische flockige, aber körnige Konsistenz zu erhalten.
Die beliebteste Variante ist attiéké poisson grillée, bei der das Gericht mit gegrilltem Fisch sowie geschnittenen Tomaten, Zwiebeln und grünen Paprika serviert wird. Weitere Varianten umfassen attiéké sauce tomate, ein Tomatensaucegericht mit frischem oder getrocknetem Fisch, sowie attiéké huile rouge, bei dem Palmöl beigemengt wird, wodurch sich eine orange Farbe ergibt und die mit einer scharfen Pfeffersuppe serviert wird.

## Bedeutung
Attiéké spielt eine zentrale Rolle in der kulinarischen Kultur der Elfenbeinküste und wird sowohl im Alltag als auch bei besonderen Anlässen wie Hochzeiten, Geburtstagen und Gemeinschaftsversammlungen konsumiert. Es symbolisiert Gemeinschaft und Zusammengehörigkeit, ähnlich wie Injera in Äthiopien oder Thieboudienne in Senegal.
Die Produktion und der Verkauf von Attiéké sind ein wichtiger Wirtschaftsfaktor in der Elfenbeinküste, wobei insbesondere Frauen eine zentrale Rolle in der Herstellung und Vermarktung des Gerichts spielen. Die internationale Anerkennung und der geschützte Status sollen dazu beitragen, den Export von Attiéké zu fördern und die Branche weiter zu strukturieren.

## Internationaler Status und Schutz
Im Jahr 2024 wurde Attiéké von der UNESCO in die Liste des immateriellen Kulturerbes aufgenommen, was die kulturelle Bedeutung des Gerichts weltweit anerkennt. Darüber hinaus hat die Elfenbeinküste zur Wahrung der Authentizität und Exklusivität des Produkts und Verhinderung der Nutzung des Namens durch andere Länder eine geschützte geografische Angabe (IGP) sowie ein kollektives Markenzeichen für attiéké des lagunes eingeführt.